# Кожушани
Кожушани (грч. Φιλώτεια, Филотија) је насељено место у општини Меглен у периферији Средишња Македонија, Грчка. Према попису из 2021. године био је 421 становник.
Према бугарском географу и историчару, Василу Канчову, у Кожушану је 1900. године живело 1.150 Словена муслимана и 72 Словена хришћана. Већи део мештана је током 18. века због притиска и веће сигурности за живот прешао на ислам. Године 1924. муслиманско становништво је принудно исељено у Турску а на њихово место су насељене грчке избегличке породице из Турске, укупно 276 особа. На попису из 1928. године Кожушани је имало 476 становника.